# Peru (Indiana)
Peru es una ciudad ubicada en el condado de Miami en el estado estadounidense de Indiana. En el Censo de 2010 tenía una población de 11.417 habitantes y una densidad poblacional de 851,32 personas por km².

## Geografía
Peru se encuentra ubicada en las coordenadas 40°45′32″N 86°4′17″O / 40.75889, -86.07139. Según la Oficina del Censo de los Estados Unidos, Peru tiene una superficie total de 13.41 km², de la cual 13.22 km² corresponden a tierra firme y (1.41%) 0.19 km² es agua.

## Demografía
Según el censo de 2010, había 11.417 personas residiendo en Peru. La densidad de población era de 851,32 hab./km². De los 11.417 habitantes, Peru estaba compuesto por el 93.07% blancos, el 2.45% eran afroamericanos, el 1.28% eran amerindios, el 0.41% eran asiáticos, el 0.02% eran isleños del Pacífico, el 0.42% eran de otras razas y el 2.35% pertenecían a dos o más razas. Del total de la población el 2.4% eran hispanos o latinos de cualquier raza.